# Chelidura acanthopygia
Espèce
Synonymes
- Forficula acanthopygia Gené, 1832 (protonyme)
- Chelidura xanthopygia Schmidt, 1866[1]
- Chelidurella acanthopygia (Géné, 1832)[1]
- Chelidurella xanthopygia (Schmidt, 1866)[1]

Statut de conservation UICN

 NE  : Non évalué
Chelidura acanthopygia est une espèce de dermaptères de la famille des Forficulidae.

## Aire de répartition
Cette forficule possède une distribution européenne. Elle se rencontre du nord de l'Italie et des Balkans jusqu'en Scandinavie et de Roumanie et Pologne jusqu'en France,,

## Taxinomie
Cette espèce a été décrite pour la première fois en 1832 par le naturaliste italien Carlo Giuseppe Gené (1800-1847). Elle a pour protonyme Forficula acanthopygia.